# Голятицы
Голя́тицы — деревня в Бегуницком сельском поселении Волосовского района Ленинградской области.

## История
Впервые упоминается в Писцовой книге Водской пятины 1500 года как деревня Голятицы в Григорьевском Льешском погосте.
Затем как пустошь Golätitza Ödhe в Григорьевском погосте в шведских «Писцовых книгах Ижорской земли» 1618—1623 годов.
Обозначена на карте Ингерманландии А. И. Бергенгейма, составленной по материалам 1676 года, как мыза Golatitsa Hoff.
На шведской «Генеральной карте провинции Ингерманландии» 1704 года — как мыза Goladitsa hof.
Как деревня Коладица — на «Географическом чертеже Ижорской земли» Адриана Шонбека 1705 года.
На карте Санкт-Петербургской губернии Я. Ф. Шмидта 1770 года она обозначена как деревня Галитицкая.
На карте Санкт-Петербургской губернии Ф. Ф. Шуберта 1834 года упоминается как деревня Галятицы  при мызе помещика Брюммера.

ГОЛЯТИЦЫ — деревня, принадлежит дочери титулярного советника Чернышева, число жителей по ревизии: 57 м. п., 50 ж. п. (1838 год)

На карте профессора С. С. Куторги 1852 года она также обозначена как деревня Галятицы.

ГОЛЯТИЦЫ — деревня вдовы чиновника 5 класса Опонкиной, 27 вёрст по почтовой, а остальное по просёлочной дороге, число дворов — 36, число душ — 38 м. п. (1856 год)

ГОЛЯТИЦЫ — деревня, число жителей по X-ой ревизии 1857 года: 33 м. п., 49 ж. п., всего 82 чел.

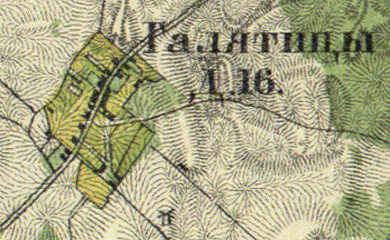
Деревня Голятицы на карте 1860 года

Согласно «Топографической карте частей Санкт-Петербургской и Выборгской губерний» 1860 года деревня называлась Галятицы и состояла из 16 крестьянских дворов, к югу от деревни находилась ветряная мельница.

ГОЛЯТИЦЫ — мыза владельческая при колодце, по 1-й Самерской дороге в 34 верстах от Ямбурга, число дворов — 4, число жителей: 5 м. п., 8 ж. п.

ГОЛЯТИЦЫ — деревня владельческая при колодце, по 1-й Самерской дороге в 34 верстах от Ямбурга, число дворов — 16, число жителей: 35 м. п., 41 ж. п. (1862 год)

В 1867 году временнообязанные крестьяне деревни выкупили свои земельные наделы у М. П. Шпигельберг и стали собственниками земли.

ГОЛЯТИЦЫ — деревня, по земской переписи 1882 года: семей — 18, в них 42 м. п., 58 ж. п., всего 100 чел.

Согласно материалам по статистике народного хозяйства Ямбургского уезда 1887 года, одна мыза Голятицы площадью 600 десятин принадлежала купцу П. Е. Репникову, мыза была приобретена в 1882 году за 20 000 рублей. В мызе работал известковый завод. Вторая мыза Голятицы площадью 585 десятин принадлежала купцу Ф. Т. Гаврилову, она была приобретена двумя частями в 1876 и 1880 году за 6000 рублей с целью перепродажи, охота сдавалась в аренду.

ГОЛЯТИЦЫ — деревня, число хозяйств по земской переписи 1899 года — 12, число жителей: 38 м. п., 36 ж. п., всего 74 чел.;
 разряд крестьян: бывшие владельческие; народность: русская

В 1900 году, согласно «Памятной книжке Санкт-Петербургской губернии», участок мызы Голятицы площадью 281 десятина принадлежал купцу Феофилу Терентиевичу Гаврилову.
В конце XIX — начале XX века деревня административно относилась Княжевской волости 1-го стана Ямбургского уезда Санкт-Петербургской губернии.
По данным «Памятной книжки Санкт-Петербургской губернии» за 1905 год в деревне Голятицы находились известковый (15 рабочих) и  лесопильный (14 рабочих) заводы, принадлежавшие купцу 2-й гильдии Фоме Алексеевичу Алексееву и крестьянину Сергею Александровичу Иванову. Кроме того они владели участком земли мызы Голятицы площадью 425 десятин. Самой же мызой Голятицы площадью 1990 десятин, владел барон Иван Константинович Штакельберг.
С 1917 по 1923 год деревня Голятицы входила в состав Голятицкого сельсовета Княжевско-Ильешской волости Кингисеппского уезда.
С 1923 года в составе Врудской волости.
С 1924 года в составе Корчанского сельсовета.
С 1925 года в составе Зимитицкого сельсовета.
Согласно переписи населения СССР 1926 года в деревне Галятицы Зимитицкого сельсовета Врудской волости Кингисеппского уезда проживали 100 человек, большинство русские, а также эстонцы.
С 1927 года в составе Молосковицкого района.
С 1928 года в составе Ильешского сельсовета. В 1928 году население деревни Голятицы также составляло 100 человек.

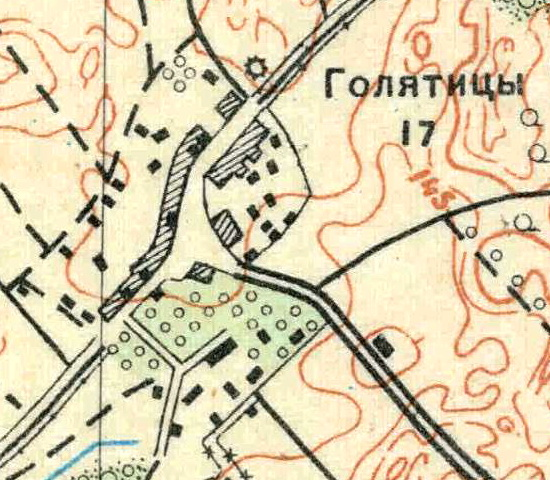
План деревни Голятицы. 1930 год

Согласно топографической карте 1930 года деревня насчитывала 17 крестьянских дворов, к югу от деревни находились кирпичный и известковый заводы.
С 1931 года в составе Волосовского района.
По данным 1933 года деревня Голятицы входила в состав Ильешского сельсовета Волосовского района.
C 1 августа 1941 года по 31 декабря 1943 года деревня находилась в оккупации.
С 1954 года в составе Чирковицкого сельсовета.
С 1963 года в составе Кингисеппского района.
С 1965 года вновь в составе Волосовского района. В 1965 году население деревни Голятицы составляло 50 человек.
По административным данным 1966, 1973 и 1990 годов деревня Голятицы также входила в состав Чирковицкого сельсовета.
В 1997 году в деревне Голятицы проживали 8 человек, в 2002 году — 21 человек (все русские), деревня относилась к Чирковицкой волости.
В 2007 году в деревне проживали 11 человек, в 2010 году — 4 человека, деревня входила в состав Зимитицкого сельского поселения.
7 мая 2019 года деревня вошла в состав Бегуницкого сельского поселения.

## География
Деревня расположена в северо-западной части района к востоку от автодороги 41А-187 (Пружицы — Красный Луч).
Расстояние до административного центра поселения — 11 км.
Расстояние до ближайшей железнодорожной станции Молосковицы — 17 км.

## Демография
| 1838 | 1857 | 1862 | 1882 | 1899 | 1928 | 1965 |
| ---- | ---- | ---- | ---- | ---- | ---- | ---- |
| 107  | ↘82  | ↗89  | ↗100 | ↘74  | ↗100 | ↘50  |
| 1997 | 2002 | 2007 | 2010 | 2013 | 2017 |      |
| ↘8   | ↗21  | ↘11  | ↘4   | ↗10  | ↗12  |      |

### Национальный состав
Согласно данным Всероссийской переписи населения 2021 года в деревне проживали 7 человек, все русские.

## Садоводства
Николаевское.